# Макув-Подхаляньский
Макув-Подхаляньский (пол. Maków Podhalański)  —  город  в Польше, входит в Малопольское воеводство,  Сухский повят.  Имеет статус городско-сельской гмины. Занимает площадь 20,04 км². Население — 5710 человек (на 2004 год).

## История

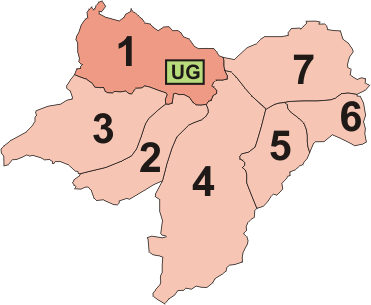
Макув-Подхаляньски